# Prospect Hummer
Prospect Hummer ist eine EP der amerikanischen Experimentalband Animal Collective aus Baltimore. Es gilt als Begleitung zum Studioalbum Sung Tongs von 2004.

## Entstehungsgeschichte
Auf einer Europatour Mitte 2004 wurde die Gruppe in Edinburgh durch Kieran Hebden auf die britische Folk-Sängerin Vashti Bunyan aufmerksam gemacht. Bunyan wurde letztendlich dazu überredet, für alle Lieder (mit der Ausnahme von "Baleen Sample") Gesang aufzunehmen. Avey Tare, Panda Bear und Deakin sind auf der gesamten EP vertreten; Geologist, welcher auf Grund seiner Arbeitszeiten nicht bei der Tour teilnehmen konnte, ist ebenfalls bloß auf dem Song "Baleen Sample" vertreten. Sie brauchten drei Tage, um drei Lieder aufzunehmen.
Die ersten zwei Lieder sind eigentlich Outtakes von Aufnahmesessions für Sung Tongs, doch sie wurden mit Bunyan neu aufgenommen.
Bunyan sagte über die Aufnahmen:

„Meine Tochter sagt, sie könnte mich auf dem Titeltrack lächeln hören [...] und das tat ich auch. Ich liebte es, die Freiheit zu haben, zu singen, wie ich wollte. Ich war immer noch dabei, meine Stimme zu finden, nachdem ich sie jahrelang begraben hatte.“

Die Veröffentlichung der EP auf Fat Cat Records 2005 führte dazu, dass Vashti Bunyan einen Vertrag mit Fat Cat unterschrieb. Sie schrieb, nahm und veröffentlichte dort dann auch ihr zweites Album, Lookaftering. Sie beendete damit einen dreißigjährigen Hiatus.

## Titelliste
1. It's You – 3.39
2. Prospect Hummer –  4.40
3. Baleen Sample – 5.05
4. I Remember Learning How To Dive – 2.17